# 브래드 토머스
브래들리 리처드 "브래드" 토머스(영어: Bradley Richard "Brad" Thomas, 1977년 10월 22일 ~ )는 오스트레일리아의 야구 선수이다. 크리스 옥스프링과 함께 2009년과 2013년 월드 베이스볼 클래식에 오스트레일리아 야구 국가대표팀으로 참가하였다.

## 프로 입단 전
시드니에 위치한 미첼고등학교(Mitchell High School) 재학 중이던 1995년 7월 2일, 미국 메이저 리그 로스앤젤레스 다저스와 아마추어 자유 선수 계약을 맺었다. 이후 1997년 5월 9일 다저스가 마이너 리그에서 규정인수 이상의 외국인 선수를 보유하였다는 일이 발각되어 비자 문제로 퇴단하게 되었고, 5월 12일 자유 계약 선수로 미네소타 트윈스에 입단하였다. 주로 마이너리그에서 활동하다가 2004년 4월 21일 보스턴 레드 삭스로 이적하였지만, 왼쪽 팔꿈치 수술 때문에 등판하지 못하였다. 월드 시리즈의 40인 로스터 리스트로 포함되어 챔피언 링을 손에 쥐게 되어있지만, 시즌 이후로 로스터에 제외되어 자유계약이 공시되었다.

## 일본 프로 야구시절
트윈스 시대의 동료였던 마이클 나카무라의 소개로 2005년 개막 시작전에 홋카이도 닛폰햄 파이터스의 테스트를 받고 합격하면서 입단하였다. 등번호는 당시 결번이었던 70번으로 결정되었다.
개막 당시에는 선발투수 자원으로서 기대되었지만, 2004년에 왼쪽 팔꿈치를 수술하였던 일 때문에 컨트롤이 흔들려 볼넷을 자주 허용하는 등의 문제를 드러내자 2군으로 강등되었다. 그 후, 왼쪽 팔꿈치가 나아져 투구의 위력이 회복되자 1군에 다시 승격되었고, 주로 승리 계투조를 담당하였다. 다테이시 히사유키, 다케다 히사시, 다테야마 요시노리를 포함한 4인의 계투조 이니셜은 「4Ts(포티즈)」로 불리면서 시즌 후반부에 활약하였다. 8월 31일 후쿠오카 소프트뱅크 호크스 전에서 첫 세이브를 올렸다. 9월의 시합에는 실제로 155 km/h의 강속구를 던지기도 하였다.
재계약에는 다소 어려움이 따랐으나, 시즌 종반 셋업맨으로서의 활약이 인정되어 페르난도 세기놀과 함께 팀과 재계약을 체결하였다.
2006년에는 등번호 17로 변경하였다. 개막부터 계투조로 활약하여, 40경기 등판 4승 1패 1세이브의 성적을 올렸다. 7월에는 부인의 출산 소식 때문에 일시귀국을 하였다. 시즌 중에는 다소 기복이 있었지만, 리그 우승과 44년 만의 니혼이치 우승에 공헌하였다. 일본 시리즈에서는 제 4차전에 등판하여 피안타 1, 사사구 1으로 이닝 도중에 강판되었다(자책점 0).
그 해를 끝으로, 선발로 던지기 원하는 프런트와 중간계투로 던지기 원하는 토머스 자신과의 의견이 엇갈렸기 때문에, 11월 29일에 방출되어 자유계약선수로 공시되었다. 뉴질랜드로 갔던 우승 여행에는 함께 참가했다.

## 한국 프로 야구 시절
2008년 한화 이글스와 계약금 4만 5천 달러, 연봉 24만 달러의 조건으로 입단 계약을 맺었다. 시즌 초 경기에서 세이브 기회를 날려 버리는 불안한 모습을 보여주었으나, 차츰 안정감을 되찾아 2008년 외국인 용병 투수 중 가장 좋은 성적을 보여 주었다. 2008 정규 시즌 기록은 3승 6패 31세이브, 평균 자책점은 2.84이다.
2008년 12월 10일, 전 시즌 연봉보다 25% 인상된 계약금 5만 6천 달러, 연봉 30만달러 등 총액 35만 6천 달러에 재계약하였다. 2009년에는 팀이 최하위로 처지면서 등판 횟수도 감소했다. 2009년 12월, 미국 프로 야구 디트로이트 타이거스와 메이저 계약을 맺었다. 2011년 시즌까지 불펜투수로서 활동하다가 방출되었다.

## 대만 프로 야구 시절
2012년 5월 슝디 엘리펀츠와 계약을 체결하고 활동하고 있다. 시즌 초 마무리로 활동했던 외국인 투수인 라이언 큘렌이 이해하지 못한 행동을 하여 방출된 후 큘렌의 대체 외국인 선수로 입단했다. 41경기 출장하여 3승 무패 23세이브 1홀드 0.75의 방어율을 기록하며 뛰어난 활약을 보여줬다. 2013년 시즌 재계약과 동시에 투수 코치 제안을 받으면서 2013년 시즌은 선수 겸 코치로 활동하게 되었다. 또한 2013년 제3회 월드 베이스볼 클래식에 오스트레일리아 대표로 참가하였다. 2013년 시즌에는 45경기 출장하여 1승 4패 26세이브 3홀드 1.56의 방어율을 기록하였다. 2013년 시즌 오프에 팀을 퇴단하였지만, 2014년 시즌 중 이름이 중신슝디 엘리펀츠로 바뀐 팀에 재입단하였고 17경기 출장해서 1승 3패 10세이브 3.78의 방어율을 기록하였다.

## 개인사
가족으로는 부인인 '칼리 토머스'와 딸인 '시에나 토머스' 가 있다.

## 통산기록

### 일본 프로 야구
| 년도 | 팀     | 등판 | 승 | 패 | 세이브 | 완봉 | 완투 | 무 사사구 | 타자 | 이닝 | 피안타 | 피홈런 | 4구 | 사구 | 탈삼진 | 삼진율 | 폭투 | 보크 | 실점 | 자책점 | 평균 자책점 |
| ---- | ------ | ---- | -- | -- | ------ | ---- | ---- | --------- | ---- | ---- | ------ | ------ | --- | ---- | ------ | ------ | ---- | ---- | ---- | ------ | ----------- |
| 2005 | 닛폰햄 | 38   | 1  | 5  | 1      | 0    | 0    | 0         | 236  | 48.1 | 54     | 1      | 39  | 5    | 51     | 9.50   | 0    | 2    | 30   | 25     | 4.66        |
| 2006 | 닛폰햄 | 40   | 4  | 1  | 1      | 0    | 0    | 0         | 208  | 45.2 | 50     | 2      | 23  | 4    | 43     | 8.47   | 3    | 1    | 21   | 19     | 3.74        |
| 통산 | 2시즌  | 78   | 5  | 6  | 2      | 0    | 0    | 0         | 444  | 94.0 | 104    | 3      | 62  | 9    | 94     | 9.00   | 3    | 3    | 51   | 44     | 4.21        |

### 한국 프로 야구
| 년도 | 팀    | 평균자책 | 경기수 | 승 | 패 | 세 | 홀드 | 완투 | 완봉 | 이닝    | 피안타 | 피홈런 | 4사구 | 탈삼진 | 실점 | 자책점 |
| ---- | ----- | -------- | ------ | -- | -- | -- | ---- | ---- | ---- | ------- | ------ | ------ | ----- | ------ | ---- | ------ |
| 2008 | 한화  | 2.84     | 59     | 3  | 6  | 31 | 0    | 0    | 0    | 63 1/3  | 52     | 3      | 27    | 63     | 21   | 20     |
| 2009 | 한화  | 2.88     | 45     | 2  | 5  | 13 | 0    | 0    | 0    | 50      | 43     | 2      | 21    | 56     | 20   | 16     |
| 통산 | 2시즌 | 2.88     | 104    | 5  | 11 | 44 | 0    | 0    | 0    | 113 1/3 | 95     | 5      | 48    | 119    | 41   | 36     |

## 참조
1. ↑  WBC서 뛰는 KBO 전·현직 용병 반갑다 - 코르테스·가르시아, 멕시코 대표팀서 활약. 토머스는 호주, 존슨은 캐나다 마운드 지켜 《데일리안》, 2009년 3월 9일 작성
2. ↑  호주 출신의 한화 특급 마무리 토마스 《민기자닷컴》, 2008년 7월 22일 작성
3. ↑  한화, 외국인 타자 덕 클락-투수 브래드 토마스 영입 《마이데일리》, 2008년 1월 2일 작성
4. ↑  한화 이글스, 용병 마무리 투수 브래드 토마스와 재계약 《마이데일리》, 2008년 12월 10일
5. ↑  연예인급 인기인 딸을 둔 한화 용병 브래드 토마스 보관됨 2008-05-17 - 웨이백 머신 《일간스포츠》, 2008년 5월 13일 작성

## 같이 보기
- 덕 클락
- 빅토르 디아스
- 짐 매그레인